# Malena Josephsen
Malena Josephsen (ur. 3 stycznia 1977) – farerska piłkarka, grająca na pozycji pomocnika, reprezentantka Wysp Owczych. Od początku kariery trenuje w klubie KÍ Klaksvík. Wraz z Randi Wardum jest obecnie zawodniczką z największą liczbą występów dla reprezentacji swojego kraju.

## Kariera klubowa
Josephsen swój pierwszy mecz dla KÍ Klaksvík rozegrała 15 maja 1994 roku, kiedy jej drużyna przegrała w pierwszej kolejce sezonu 0:2 z B36 Tórshavn. Od tamtej pory regularnie rozgrywa mecze w drużynie z Klaksvík. Swojego pierwszego gola zdobyła w meczu szóstej kolejki sezonu 1994, kiedy jej zespół wygrał z EB Eiði 2:1. W sezonie 1997 zdobyła po raz pierwszy ze swoim klubem mistrzostwo Wysp Owczych, kolejne zdobywa regularnie od 2000 roku. Josephsen zostawała w tym czasie dwókrotnie królową strzelców pierwszej ligi kobiecej (2005 oraz 2007). Podczas Pucharu Wysp Owczych 2000 KÍ Klaksvík po raz pierwszy w historii zwyciężył w finale, po kolejne, wraz z Maleną Josephsen sięgał jeszcze dwunastokrotnie do roku 2014.
Josephsen wystąpiła dotychczas w 41 spotkaniach Ligi Mistrzyń UEFA (wcześniej Pucharu UEFA Kobiet), gdzie zdobyła siedem bramek. Po raz pierwszy zagrała w meczu przeciwko USC Landhaus Wien, wygranym przez KÍ Klaksvík 2:1. Pierwszą bramkę zaś strzeliła 22 września 2002 roku podczas wygranego meczu przeciwko TKSK Visa Tallinn (2:0).
Choć bazowo grana pozycji pomocnika uznano ją dwukrotnie za najlepszego obrońcę roku.

## Kariera reprezentacyjna
Pierwszy mecz w reprezentacji Wysp Owczych Josephsen rozegrała 12 października 2004 roku w Klaksvík, kiedy jej drużyna przegrała z Irlandią 1:2. Pierwszą bramkę dla reprezentacji zdobyła zaś 18 listopada 2006 w doliczonym czasie przegranego 1:2 spotkania eliminacji do Mistrzostw Europy 2009 przeciwko Walii.
Josephsen w 2005 roku wraz z reprezentacją zdobyła na Szetlandach złoty medal Island Games. Zdobyła wówczas dwie bramki w jednym rozegranym meczu. Malena Josephsen zagrała w jednym spotkaniu, nie zdobywając żadnego gola.
W 2012 roku Josephsen wraz z dwiema innymi zawodniczkami KÍ Klaksvík Randi Wardum oraz Rannvą Andreasen stały się pierwszymi, które zagrały w dwudziestu pięciu wygranych meczach przez reprezentację Wysp Owczych.
| Oficjalne mecze i gole w reprezentacji | Oficjalne mecze i gole w reprezentacji | Oficjalne mecze i gole w reprezentacji | Oficjalne mecze i gole w reprezentacji | Oficjalne mecze i gole w reprezentacji | Oficjalne mecze i gole w reprezentacji | Oficjalne mecze i gole w reprezentacji |
|                                        | Data                                   | Miasto                                 | Przeciwnik                             | Gol                                    | Wynik                                  | Rozgrywki                              |
| -------------------------------------- | -------------------------------------- | -------------------------------------- | -------------------------------------- | -------------------------------------- | -------------------------------------- | -------------------------------------- |
| 1.                                     | 12.10.2004                             | Klaksvík                               | Irlandia                               |                                        | 1:2                                    | towarzyski                             |
| 2.                                     | 06.06.2005                             | Dublin                                 | Irlandia                               |                                        | 1:2                                    | towarzyski                             |
| 3.                                     | 18.11.2006                             | Strumica                               | Walia                                  | Gol                                    | 1:2                                    | el. ME 2009                            |
| 4.                                     | 20.11.2006                             | Strumica                               | Kazachstan                             |                                        | 0:1                                    | el. ME 2009                            |
| 5.                                     | 23.11.2006                             | Strumica                               | Macedonia                              | Gol · Gol                              | 7:0                                    | el. ME 2009                            |
| 6.                                     | 02.11.2007                             | Poniewież                              | Litwa                                  |                                        | 0:3                                    | towarzyski                             |
| 7.                                     | 04.11.2007                             | Szawle                                 | Estonia                                |                                        | 2:1                                    | towarzyski                             |
| 8.                                     | 07.11.2007                             | Szawle                                 | Łotwa                                  | Gol                                    | 3:0                                    | towarzyski                             |
| 9.                                     | 10.05.2008                             | Junglinster                            | Kazachstan                             |                                        | 0:0                                    | towarzyski                             |
| 10.                                    | 12.05.2008                             | Rodange                                | Litwa                                  |                                        | 4:2                                    | towarzyski                             |
| 11.                                    | 15.05.2008                             | Junglinster                            | Luksemburg                             | Gol                                    | 4:2                                    | towarzyski                             |
| 12.                                    | 25.10.2008                             | Mariampol                              | Łotwa                                  |                                        | 4:1                                    | towarzyski                             |
| 13.                                    | 27.10.2008                             | Mariampol                              | Luksemburg                             | Gol                                    | 6:2                                    | towarzyski                             |
| 14.                                    | 11.04.2009                             | Virje                                  | Chorwacja                              | Gol                                    | 3:1                                    | towarzyski                             |
| 15.                                    | 13.04.2009                             | Pitomača                               | Bośnia i Hercegowina                   |                                        | 2:3                                    | towarzyski                             |
| 16.                                    | 16.04.2009                             | Križevci                               | Łotwa                                  | Gol                                    | 3:1                                    | towarzyski                             |
| 17.                                    | 24.02.2010                             | Parchal                                | Portugalia                             |                                        | 0:5                                    | Algarve Cup 2010                       |
| 18.                                    | 26.02.2010                             | Lagos                                  | Austria                                |                                        | 0:3                                    | Algarve Cup 2010                       |
| 19.                                    | 01.03.2010                             | Albufeira                              | Rumunia                                |                                        | 1:5                                    | Algarve Cup 2010                       |
| 20.                                    | 03.03.2010                             | Silves                                 | Austria                                |                                        | 0:6                                    | Algarve Cup 2010                       |
| 21.                                    | 03.03.2011                             | Ta’ Qali                               | Armenia                                |                                        | 0:1                                    | el. ME 2013                            |
| 22.                                    | 05.03.2011                             | Ta’ Qali                               | Malta                                  | Gol                                    | 2:0                                    | el. ME 2013                            |
| 23.                                    | 08.03.2011                             | Ta’ Qali                               | Gruzja                                 |                                        | 0:1                                    | el. ME 2013                            |
| 24.                                    | 29.11.2012                             | Luksemburg                             | Luksemburg                             | Gol                                    | 6:0                                    | towarzyski                             |
| 25.                                    | 04.04.2013                             | Wilno                                  | Czarnogóra                             |                                        | 3:3                                    | el. MŚ 2015                            |
| 26.                                    | 06.04.2013                             | Wilno                                  | Litwa                                  |                                        | 1:0                                    | el. MŚ 2015                            |
| 27.                                    | 09.04.2013                             | Wilno                                  | Gruzja                                 |                                        | 2:1                                    | el. MŚ 2015                            |
| 28.                                    | 22.09.2013                             | Tórshavn                               | Szkocja                                |                                        | 2:7                                    | el. MŚ 2015                            |
| 29.                                    | 26.09.2013                             | Wrocław                                | Polska                                 |                                        | 0:6                                    | el. MŚ 2015                            |
| 30.                                    | 31.10.2013                             | Göteborg                               | Szwecja                                |                                        | 0:5                                    | el. MŚ 2015                            |
| 31.                                    | 05.04.2014                             | Tórshavn                               | Bośnia i Hercegowina                   |                                        | 1:1                                    | el. MŚ 2015                            |
| 32.                                    | 10.04.2014                             | Tórshavn                               | Irlandia Północna                      |                                        | 0:0                                    | el. MŚ 2015                            |
| 33.                                    | 08.05.2014                             | Toftir                                 | Polska                                 |                                        | 0:3                                    | el. MŚ 2015                            |
| 34.                                    | 08.05.2014                             | Tórshavn                               | Szwecja                                |                                        | 0:5                                    | el. MŚ 2015                            |
| 35.                                    | 13.08.2014                             | Motherwell                             | Szkocja                                |                                        | 0:9                                    | el. MŚ 2015                            |
| 36.                                    | 17.08.2014                             | Lurgan                                 | Irlandia Północna                      |                                        | 0:3                                    | el. MŚ 2015                            |
| 37.                                    | 20.08.2014                             | Zenica                                 | Bośnia i Hercegowina                   |                                        | 0:2                                    | el. MŚ 2015                            |
| 38.                                    | 04.04.2015                             | Ħamrun                                 | Gruzja                                 |                                        | 0:2                                    | el. ME 2017                            |
| 39.                                    | 06.04.2015                             | Ħamrun                                 | Andora                                 |                                        | 8:0                                    | el. ME 2017                            |
| 40.                                    | 09.04.2015                             | Ħamrun                                 | Malta                                  |                                        | 4:2                                    | el. ME 2017                            |

## Statystyki kariery
(aktualne na dzień 24 kwietnia 2015)
| Klub        | Sezon   | Liga             | Liga  | Liga   | Puchar kraju | Puchar kraju | Europa | Europa | Suma  | Suma   |
| Klub        | Sezon   | Liga             | Mecze | Bramki | Mecze        | Bramki       | Mecze  | Bramki | Mecze | Bramki |
| ----------- | ------- | ---------------- | ----- | ------ | ------------ | ------------ | ------ | ------ | ----- | ------ |
| KÍ Klaksvík | 1994    | 1. deild kvinnur | 12    | 2      | 2            | 0            | –      | –      | 14    | 2      |
| KÍ Klaksvík | 1995    | 1. deild kvinnur | 20    | 5      | 1            | 0            | –      | –      | 21    | 5      |
| KÍ Klaksvík | 1996    | 1. deild kvinnur | 12    | 9      | 9            | 3            | –      | –      | 21    | 12     |
| KÍ Klaksvík | 1997    | 1. deild kvinnur | 14    | 5      | 9            | 6            | –      | –      | 23    | 11     |
| KÍ Klaksvík | 1998    | 1. deild kvinnur | 11    | 8      | 8            | 3            | –      | –      | 19    | 11     |
| KÍ Klaksvík | 1999    | 1. deild kvinnur | 11    | 7      | 3            | 2            | –      | –      | 14    | 9      |
| KÍ Klaksvík | 2000    | 1. deild kvinnur | 15    | 25     | 4            | 3            | –      | –      | 19    | 28     |
| KÍ Klaksvík | 2001    | 1. deild kvinnur | 15    | 15     | 4            | 4            | 3      | 0      | 22    | 19     |
| KÍ Klaksvík | 2002    | 1. deild kvinnur | 17    | 23     | 4            | 2            | 3      | 1      | 24    | 26     |
| KÍ Klaksvík | 2003    | 1. deild kvinnur | 16    | 37     | 4            | 2            | 3      | 1      | 23    | 40     |
| KÍ Klaksvík | 2004    | 1. deild kvinnur | 10    | 35     | 4            | 2            | 3      | 2      | 17    | 39     |
| KÍ Klaksvík | 2005    | 1. deild kvinnur | 19    | 27     | 2            | 0            | 3      | 1      | 24    | 28     |
| KÍ Klaksvík | 2006    | 1. deild kvinnur | 18    | 18     | 4            | 4            | 3      | 0      | 25    | 22     |
| KÍ Klaksvík | 2007    | 1. deild kvinnur | 16    | 17     | 4            | 1            | 3      | 1      | 23    | 19     |
| KÍ Klaksvík | 2008    | 1. deild kvinnur | 18    | 10     | 2            | 1            | 3      | 0      | 23    | 11     |
| KÍ Klaksvík | 2009    | 1. deild kvinnur | 17    | 8      | 3            | 1            | 3      | 1      | 23    | 10     |
| KÍ Klaksvík | 2010    | 1. deild kvinnur | 18    | 10     | 4            | 2            | 3      | 0      | 25    | 12     |
| KÍ Klaksvík | 2011    | 1. deild kvinnur | 20    | 7      | 4            | 0            | 3      | 0      | 27    | 7      |
| KÍ Klaksvík | 2012    | 1. deild kvinnur | 18    | 11     | 4            | 1            | 3      | 0      | 25    | 12     |
| KÍ Klaksvík | 2013    | 1. deild kvinnur | 18    | 5      | 4            | 2            | 3      | 0      | 25    | 7      |
| KÍ Klaksvík | 2014    | 1. deild kvinnur | 20    | 7      | 3            | 2            | 2      | 0      | 25    | 9      |
| KÍ Klaksvík | 2015    | 1. deild kvinnur | 3     | 5      | 0            | 0            | 0      | 0      | 3     | 5      |
| KÍ Klaksvík | Ogólnie | Ogólnie          | 338   | 285    | 86           | 52           | 41     | 7      | 465   | 344    |

### Klubowe
KÍ Klaksvík
- Mistrzostwo Wysp Owczych (16): 1997, 2000, 2001, 2002, 2003, 2004, 2005, 2006, 2007, 2008, 2009, 2010, 2011, 2012, 2013, 2014
- Wicemistrzostwo Wysp Owczych (1): 1996
- Puchar Wysp Owczych (12): 2000, 2002, 2002, 2003, 2004, 2006, 2007, 2008, 2010, 2011, 2012, 2013, 2014

### Indywidualnie
- Królowa strzelców 1. deild kvinnur (2): 2005, 2007
- Obrońca roku: 2013, 2014